# Insteekhaven

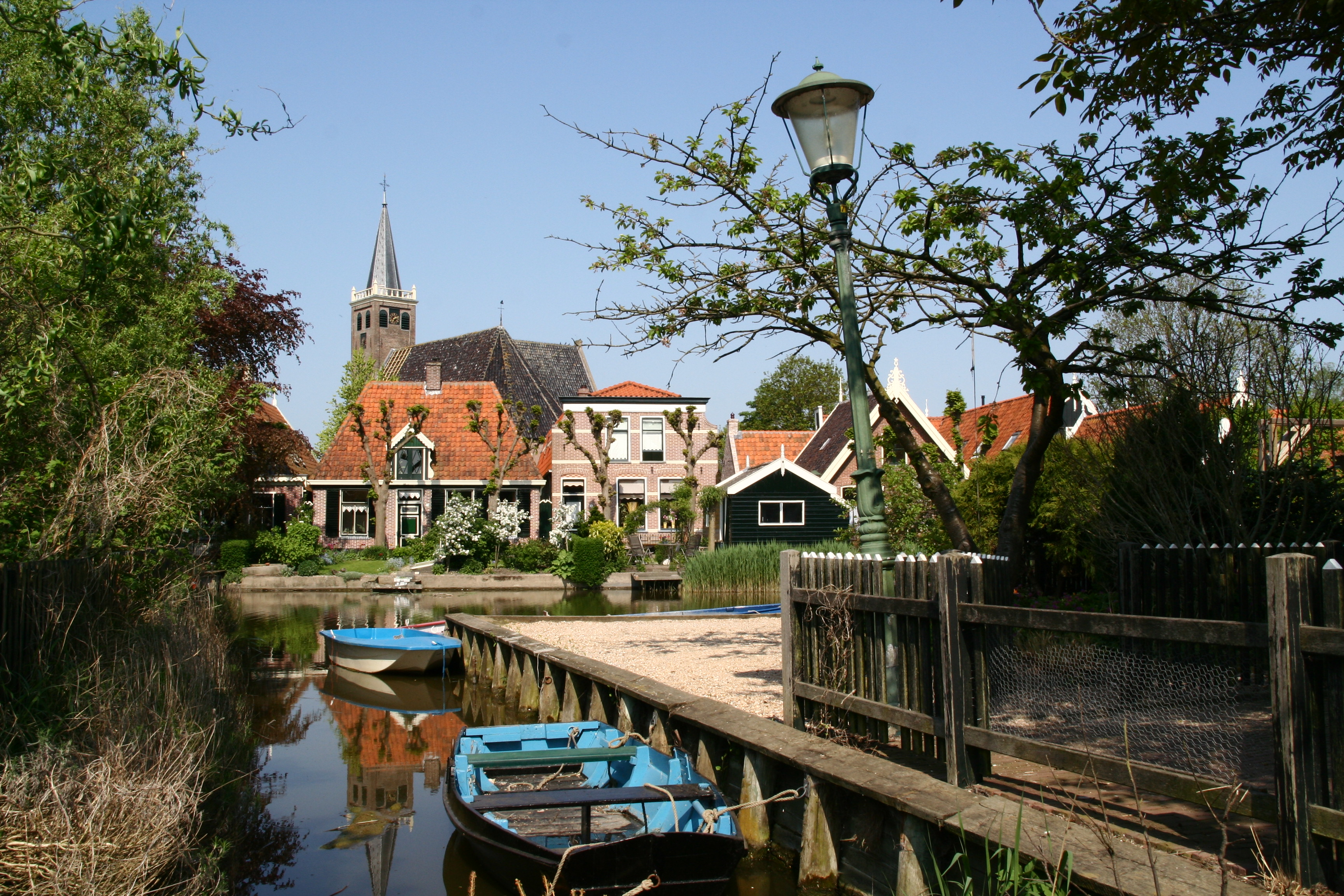
Insteekhaven in Kolhorn

Een insteekhaven is een doodlopende haven waarvan de invaart een hoek met de vaarweg maakt. Als de invaart vanaf de vaarweg niet geheel te overzien is voor de schipper die wil indraaien, spreekt men van een insteekhaven; het tegengestelde is een langshaven. 
Voorbeeld van insteekhavens:
- Merwehaven
- Hudsonhaven
- enkele havens in Haven- en industriegebied Moerdijk